# 长林站 (平安南道)
長林站（：／ Changrim yŏk */?）是朝鮮民主主義人民共和國平安南道成川郡长林劳动者区的一個鐵路車站，属于平罗线。

## 邻近车站
平罗线
巨興站 - 長林站 - 新阳站